# 아이폰 X
아이폰 X(영어: iPhone X, 아이폰 텐)은 애플이 설계, 개발한 스마트폰의 하나이다. 2017년 9월 12일에 애플 파크 캠퍼스에 있는 스티브 잡스 시어터에서 애플의 CEO 팀 쿡에 의해 아이폰 8, 아이폰 8 플러스와 함께 발표되었으며 아이폰 X는 아이폰의 10주년을 기념하기 위해서 개발하였다. X는 로마 숫자 10을 뜻하여 '아이폰 텐' 이라고 부른다.
애플의 라인업에서 X 모델은 하이엔드의 프리미엄 모델에 위치해 있으며, 진보된 기술을 공개하기 위해 고안되었다. 케이스 제조업체들, 홈팟 펌웨어, 최신 버전의 iOS 11에서 유출된 사항들은 이 장치의 다양한 관점을 드러냈으며 여기에는 베젤이 거의 없는 디자인, 물리적 홈 버튼의 부재, OLED 디스플레이, 개선된 심도 감지, 또 페이스 ID로 불리는 안면 인식 잠금 해제 시스템을 포함하고 있다. 참고로, 최초로 화면 모서리가 둥글어지고, M자로 파인 폰이다.

## 역사
2017년 9월 12일 아이폰 X의 공식 키노트 이전에 홈팟 펌웨어와 관련한 유출이 미디어의 이목을 끌었다. 페이스 ID와 같은 여러 기능들이 확인되었다. 기술 사양과 관련한 추측들 중 다수가 정확한 것으로 입증되었다. 유출된 정보 중 대부분이 무선 충전과 같은 추가 요소와 더불어 확인되었다.
2017년 8월 31일, 미국 캘리포니아주 애플 파크의 스티브 잡스 시어터에서 2017년 9월 12일 언론 행사 초대권이 미디어 구성원들에게 송부되었다. 이는 스티브 잡스 시어터에서 개최된 최초의 이벤트이다.
2018년 9월 21일 아이폰XS 출시와 함께 단종되었다.

## 사양

### 하드웨어
아이폰 X은 P3, SRGB, HDR을 지원하고 "슈퍼 레티나 HD 디스플레이"로 불리는, 대각선으로 5.8인치 크기의 OLED 화면을 갖추고 있다. 아이패드 프로에서 보이는 트루 톤 기술도 갖추고 있으며 일반적인 최대 밝기는 625 cd/m2(625 nits)이다.
이 모델에서 터치 ID는 페이스 ID 시스템으로 완전히 대체되었다. 일치 확인을 위해 적외선 카메라는 점 패턴을 읽고 적외선 이미지를 캡처한 다음 해당 데이터를 A11 생체공학 칩(전용 AI 가속기를 포함)의 보안 엔클레이브로 보낸다. 플러드 일루미네이터(Flood illuminator)는 어두운 곳에서 사용자의 얼굴을 식별하는데 도움을 주는, 눈에 보이지 않는 적외선광이다. 도트 프로젝터(dot projector)는 30,000개 이상의 보이지 않는 점을 투사하여 고유한 얼굴 지도를 생성한다. 관여하고 있지 않은 상태에서 접근하는 것을 방지하기 위해 이 시스템은 눈을 감고 있으면 동작하지 않는다.
아이폰 X은 2개의 카메라 및 6요소 렌즈, 오토포커스, IR 필터, 버스트 모드, f/1.8 애퍼처, 디지털 이미지 안정화, 광학 이미지 안정화를 갖춘 12 MP 와이드 앵글 카메라가 있다. 24, 30, 60 fps의 4K 비디오 또는 30, 60 fps의 1080p, 슬로 모션 비디오(120 또는 240 fps의 1080p), 안정화 기능을 갖춘 타임랩스로 녹화가 가능하다. 파노라마를 캡처할 수 있으며 안면 인식을 할 수 있다. 텔레포토 렌즈는 2배 광학줌, 10배 디지털 줌, 포트레이트 라이팅(베타), f/2.4 애퍼처, 그리고 광학 이미지 안정화를 갖추고 있다. 슬로 싱크가 있는 쿼드 LED 트루 톤 플래시도 갖추고 있다.
f/2.2 애퍼처의 7 MP TrueDepth 카메라를 갖추고 있다. 버스트 모드로 캡처가 가능하며, 노출 제어, 안면 인식, 자동 HDR, 자동 이미지 안정화, 레티나 플래시, 1080p HD 비디오 녹화를 갖추고 있으며 초상화(Portrait) 모드, 포트레이트 라이팅(베타), 애니모지도 이용이 가능하다.
아이폰 X은 애플 A11 바이오닉 SoC를 포함하고 있으며, 이는 10나노미터 공정을 사용하는 헥사 코어 프로세서이다. AI 가속기인 뉴럴 엔진을 갖추고 있다.

### 소프트웨어
아이폰 X은 각기 다른 화면 레이아웃을 사용하기 위해 트윅된 버전의 iOS 11과 함께 런칭될 예정이다. 시리와 애플 페이와 같은 일부 기능들은 새로운 사이드 버튼이 필요하다.

## 출시 국가
| 국가                         |                              |
| 1차 출시국 (2017년 11월 3일) | 1차 출시국 (2017년 11월 3일) |
| ---------------------------- | ---------------------------- |
| 안도라                       |                              |
| 오스트레일리아               |                              |
| 오스트리아                   |                              |
| 바레인                       |                              |
| 벨기에                       |                              |
| 불가리아                     |                              |
| 캐나다                       |                              |
| 중국                         |                              |
| 크로아티아                   |                              |
| 키프로스                     |                              |
| 체코                         |                              |
| 덴마크                       |                              |
| 에스토니아                   |                              |
| 핀란드                       |                              |
| 프랑스                       |                              |
| 독일                         |                              |
| 그리스                       |                              |
| 그린란드                     |                              |
| 건지섬                       |                              |
| 홍콩                         |                              |
| 헝가리                       |                              |
| 아이슬란드                   |                              |
| 인도                         |                              |
| 아일랜드                     |                              |
| 맨섬                         |                              |
| 이탈리아                     |                              |
| 일본                         |                              |
| 저지섬                       |                              |
| 쿠웨이트                     |                              |
| 라트비아                     |                              |
| 리히텐슈타인                 |                              |
| 리투아니아                   |                              |
| 룩셈부르크                   |                              |
| 몰타                         |                              |
| 멕시코                       |                              |
| 모나코                       |                              |
| 네덜란드                     |                              |
| 뉴질랜드                     |                              |
| 노르웨이                     |                              |
| 폴란드                       |                              |
| 포르투갈                     |                              |
| 푸에르토리코                 |                              |
| 카타르                       |                              |
| 루마니아                     |                              |
| 러시아                       |                              |
| 사우디아라비아               |                              |
| 싱가포르                     |                              |
| 슬로바키아                   |                              |
| 슬로베니아                   |                              |
| 스페인                       |                              |
| 스웨덴                       |                              |
| 스위스                       |                              |
| 대만                         |                              |
| 아랍에미리트                 |                              |
| 영국                         |                              |
| 미국                         |                              |

## 같이 보기
- IOS 및 iPadOS 제품 목록
- 스마트폰 비교
- 아이폰